# Tour de France 1962
Il Tour de France 1962, quarantanovesima edizione della Grande Boucle, si svolse in ventidue tappe tra il 24 giugno e il 15 luglio 1962 su un percorso di 4274 km.
Fu vinto per la terza volta, seconda consecutiva, dal francese Jacques Anquetil, che terminò la corsa con il tempo di 114h31'54" precedendo sul podio di Parigi il belga Joseph Planckaert e il connazionale Raymond Poulidor.

## Tappe
| Tappa  | Data      | Percorso                                            | km    | Vincitore di tappa     | Leader cl. generale |
| ------ | --------- | --------------------------------------------------- | ----- | ---------------------- | ------------------- |
| 1ª     | 24 giugno | Nancy > Spa (BEL)                                   | 253   | Rudi Altig             | Rudi Altig          |
| 2ª-1ª  | 25 giugno | Spa (BEL) > Herentals (BEL)                         | 147   | André Darrigade        | André Darrigade     |
| 2ª-2ª  | 25 giugno | Herentals (BEL) > Herentals (BEL) (cron. a squadre) | 23    | Flandria-Faema-Clément | André Darrigade     |
| 3ª     | 26 giugno | Bruxelles (BEL) > Amiens                            | 210   | Rudi Altig             | Rudi Altig          |
| 4ª     | 27 giugno | Amiens > Le Havre                                   | 196,5 | Willy Van Den Berghen  | Rudi Altig          |
| 5ª     | 28 giugno | Pont-l'Évêque > Saint-Malo                          | 215   | Emile Daems            | Rudi Altig          |
| 6ª     | 29 giugno | Dinard > Brest                                      | 235,5 | Robert Cazala          | Ab Geldermans       |
| 7ª     | 30 giugno | Quimper > Saint-Nazaire                             | 201   | Hubert Zilverberg      | Ab Geldermans       |
| 8ª-1ª  | 1º luglio | Saint-Nazaire > Luçon                               | 155   | Mario Minieri          | André Darrigade     |
| 8ª-2ª  | 1º luglio | Luçon > La Rochelle (cron. individuale)             | 43    | Jacques Anquetil       | André Darrigade     |
| 9ª     | 2 luglio  | La Rochelle > Bordeaux                              | 214   | Antonio Bailetti       | Willy Schroeders    |
| 10ª    | 3 luglio  | Bordeaux > Bayonne                                  | 184,5 | Willy Vannitsen        | Willy Schroeders    |
| 11ª    | 4 luglio  | Bayonne > Pau                                       | 155,5 | Eddy Pauwels           | Willy Schroeders    |
| 12ª    | 5 luglio  | Pau > Saint-Gaudens                                 | 207,5 | Robert Cazala          | Tom Simpson         |
| 13ª    | 6 luglio  | Luchon > Superbagnères (cron. individuale)          | 18,5  | Federico Bahamontes    | Joseph Planckaert   |
| 14ª    | 7 luglio  | Luchon > Carcassonne                                | 215   | Jean Stablinski        | Joseph Planckaert   |
| 15ª    | 8 luglio  | Carcassonne > Montpellier                           | 196,5 | Willy Vannitsen        | Joseph Planckaert   |
| 16ª    | 9 luglio  | Montpellier > Aix-en-Provence                       | 185   | Emile Daems            | Joseph Planckaert   |
| 17ª    | 10 luglio | Aix-en-Provence > Juan-les-Pins                     | 201   | Rudi Altig             | Joseph Planckaert   |
| 18ª    | 11 luglio | Juan-les-Pins > Briançon                            | 241,5 | Emile Daems            | Joseph Planckaert   |
| 19ª    | 12 luglio | Briançon > Aix-les-Bains                            | 204,5 | Raymond Poulidor       | Joseph Planckaert   |
| 20ª    | 13 luglio | Bourgoin > Lione (cron. individuale)                | 68    | Jacques Anquetil       | Jacques Anquetil    |
| 21ª    | 14 luglio | Lione > Pougues-les-Eaux                            | 232   | Dino Bruni             | Jacques Anquetil    |
| 22ª    | 15 luglio | Nevers > Parigi                                     | 271   | Rino Benedetti         | Jacques Anquetil    |
| Totale | Totale    | Totale                                              | 4 274 |                        |                     |

## Squadre e corridori partecipanti
| N.    | Cod. | Squadra                  |
| ----- | ---- | ------------------------ |
| 1-10  | SRP  | Saint-Raphaël-Helyett    |
| 11-20 | IGN  | Ignis-Moschettieri       |
| 21-30 | GHI  | Ghigi                    |
| 31-40 | LIB  | Liberia-Grammont         |
| 41-50 | GAZ  | Gazzola-Fiorelli         |
| 51-60 | PEL  | Pelforth-Sauvage-Lejeune |
| 61-70 | CAR  | Carpano                  |
| 71-80 | GIT  | Gitane-Leroux            |

| N.      | Cod. | Squadra                     |
| ------- | ---- | --------------------------- |
| 81-90   | WIE  | Wiel's-Groene Leeuw         |
| 91-100  | MAR  | Margnat-Paloma-D'Alessandro |
| 101-110 | PEU  | Peugeot-BP-Dunlop           |
| 111-120 | LEG  | Legnano-Pirelli             |
| 121-130 | PHI  | Philco                      |
| 131-140 | FLA  | Flandria-Faema-Clément      |
| 141-150 | MER  | Mercier-BP-Hutchinson       |

## Resoconto degli eventi
Al Tour de France 1962 parteciparono 149 corridori, dei quali 94 giunsero a Parigi. Per la prima volta nel dopoguerra, la formula non fu quella tradizionale delle squadre nazionali, ma delle squadre di marca con le quali i ciclisti correvano per tutto l'anno, ad eccezione dei mondiali. A questa edizione parteciparono dunque 15 squadre di 10 corridori ciascuna: 7 squadre francesi, 6 squadre italiane e 2 belghe. Per quanto riguarda la nazionalità dei partenti, vi erano 50 francesi, 50 italiani, 28 belgi,  6 spagnoli, 6 olandesi, 4 tedeschi, 2 lussemburghesi, 2 britannici, 1 svizzero. La partecipazione italiana fu quindi una delle più nutrite di sempre. 
I corridori che vinsero il maggior numero di frazioni (tre ciascuno su un totale di 24 frazioni, considerando in tale numero le quattro semitappe) furono il tedesco Rudi Altig e il belga Emile Daems.
Il trionfatore della classifica generale Jacques Anquetil si impose in due tappe, entrambe a cronometro (individuale), confermando la sua tradizionale supremazia in questa specialità.  Nella seconda di queste vittorie, la terzultima tappa (la cronometro individuale Bourgoin-Lione, di 68 km.) egli inflisse notevolissimi distacchi ai suoi avversari: 2'59" a Ercole Baldini, 5'01" a Raymond Poulidor, e 5'19" al belga Joseph Planckaert, al quale riuscì così a strappare la maglia gialla per poi mantenerla fino a Parigi. Anquetil, quindi, in questa edizione del Tour fu maglia gialla soltanto al termine delle ultime tre frazioni su un totale di ventiquattro.
Alla terza vittoria della corsa, seconda consecutiva (nonché al quarto podio nella corsa), Anquetil divenne il terzo corridore più titolato della storia del Tour de France, eguagliando il primato fino ad allora detenuto dal belga Philippe Thys e dal connazionale Louison Bobet. Riuscirà poi a migliorare tale record, vincendo la corsa anche nei due anni seguenti (1963 e 1964). Alle spalle del campione normanno e del secondo classificato Joseph Planckaert, si piazzò terzo l'esordiente Raymond Poulidor, che diventerà da qui in avanti il grande rivale di Anquetil: pur con un polso ingessato a inizio corsa, e perdendo 8 minuti nella prima tappa, Poulidor vinse una tappa e si distinse sulle montagne duellando con il rivale.

## Classifiche finali

### Classifica generale - Maglia gialla
| Pos. | Corridore         | Squadra     | Tempo      |
| ---- | ----------------- | ----------- | ---------- |
| 1    | Jacques Anquetil  | St. Raphaël | 114h31'54" |
| 2    | Joseph Planckaert | Flandria    | a 4'59"    |
| 3    | Raymond Poulidor  | Mercier     | a 10'24"   |
| 4    | Gilbert Desmet    | Wiel's      | a 13'01"   |
| 5    | Ab Geldermans     | St. Raphaël | a 14'04"   |
| 6    | Tom Simpson       | Gitane      | a 17'09"   |
| 7    | Imerio Massignan  | Legnano     | a 17'50"   |
| 8    | Ercole Baldini    | Ignis       | a 19'00"   |
| 9    | Charly Gaul       | Gazzola     | a 19'11"   |
| 10   | Eddy Pauwels      | Wiel's      | a 23'04"   |

### Classifica a punti - Maglia verde
| Pos. | Corridore       | Squadra     | Punti |
| ---- | --------------- | ----------- | ----- |
| 1    | Rudi Altig      | St. Raphaël | 173   |
| 2    | Emile Daems     | Philco      | 144   |
| 3    | Jean Graczyk    | St. Raphaël | 140   |
| 4    | Rino Benedetti  | Ignis       | 135   |
| 5    | André Darrigade | Gitane      | 131   |

### Classifica scalatori
| Pos. | Corridore           | Squadra  | Punti |
| ---- | ------------------- | -------- | ----- |
| 1    | Federico Bahamontes | Margnat  | 137   |
| 2    | Imerio Massignan    | Legnano  | 77    |
| 3    | Raymond Poulidor    | Mercier  | 70    |
| 4    | Charly Gaul         | Gazzola  | 58    |
| 5    | Joseph Planckaert   | Flandria | 37    |

### Classifica a squadre
| Pos. | Squadra                | Punti |
| ---- | ---------------------- | ----- |
| 1    | Saint-Raphaël-Helyett  | 6     |
| 2    | Mercier-BP-Hutchinson  | 3     |
| 2    | Flandria-Faema-Clément | 3     |
| 2    | Wiel's-Groene Leeuw    | 3     |
| 5    | Gitane-Leroux-Dunlop   | 2     |
| 5    | Philco                 | 2     |